# مايك دوكز
مايك دوكز (بالإنجليزية: Mike Dukes)‏ هو لاعب كرة قدم أمريكية أمريكي، ولد في 16 مارس 1936 في لويفيل في الولايات المتحدة، وتوفي في 16 يونيو 2008 في بومونت في الولايات المتحدة.

## وصلات خارجية
- مايك دوكز على موقع مرجع كرة القدم المحترفة.كوم (الإنجليزية)